# سد خیرآباد سلطانیه
 سد خیرآباد سلطانیه   یکی از سدهای در حال بهره برداری استان زنجان است.